# To-shima
To-shima (利島, Toshima) est une île volcanique dans la préfecture de Tokyo au Japon, de 4,12 km2 et 508 m d'altitude. Elle est située dans l'archipel d'Izu. Cette île, comme les autres de l'archipel, fait partie du parc national de Fuji-Hakone-Izu.
Administrativement, l'île dépend du village de Toshima dans la sous-préfecture d'Ōshima. 